# Roger Fritz
Roger Fritz (Mannheim, 22 settembre 1936 – Monaco di Baviera, 26 novembre 2021) è stato un attore, regista e produttore cinematografico tedesco, conosciuto soprattutto per il film La croce di ferro e per la sua collaborazione con Rainer Werner Fassbinder in Querelle de Brest, Lili Marleen e Berlin Alexanderplatz.

## Biografia
Nato il 22 settembre 1936 a Mannhein, Baden, in Germania. È stato sposato con l'attrice Helga Anders (1948–1986) dal 1968 al 1974, anno in cui hanno divorziato. Hanno avuto un figlio, Leslie Fritz, che è un aiuto regista.

## Filmografia

### Regista
- Mädchen, Mädchen (1967)
- Run, Rabbit, Run (Häschen in der Grube) (1969)
- The Brutes (Mädchen mit Gewalt) (1970)
- Motiv Liebe - serie TV (1972)
- Frankfurt Kaiserstraße (1981)

### Attore
- Jet Generation, regia di Eckhart Schmidt (1968)
- Zuckerbrot und Peitsche, regia di Marran Gosov (1968)
- Bis zum Happy-End'x, regia di Theodor Kotulla (1968)
- Madame Bovary (1969)
- Femmine insaziabili, regia di Alberto De Martino (1969)
- Fremde Stadt, regia di Rudolf Thome (1972)
- Nessuno deve sapere, regia di Mario Landi - miniserie TV (1972)
- La croce di ferro, regia di Sam Peckinpah (1977)
- Despair, regia di Rainer Werner Fassbinder (1978)
- Berlin Alexanderplatz, regia di Rainer Werner Fassbinder - miniserie TV (1980)
- Lili Marleen, regia di Rainer Werner Fassbinder (1981)
- Querelle, regia di Rainer Werner Fassbinder (1982)
- Annas Mutter, regia di Burkhard Driest (1984)
- Daniel – Der Zauberer, regia di Ulli Lommel (2004)